# Alfonso Salmeron
Alfonso Salmeron (en latin Alfonsus Salmero), né à Tolède (Espagne) le 8 septembre 1515 et mort à Naples (royaume de Naples) le 13 février 1585, est un prêtre jésuite espagnol, l'un des six premiers compagnons d'Ignace de Loyola avec lesquels il prononça à Montmartre (Paris) les vœux de pauvreté et chasteté le 15 août 1534. Ce groupe est à l'origine de la Compagnie de Jésus. Il est l'auteur de commentaires scripturaires sur le Nouveau Testament qui furent remarqués en son temps.

## Formation
Après ses études de littérature et philosophie à l'Université de Alcalá de Henares, il accompagne à Paris son ami Jacques Lainez, pour y poursuivre des études théologiques en vue du sacerdoce. Grâce à Lainez il rencontre Ignace de Loyola et quelques autres qui formaient un groupe d'amis dans le Seigneur'. C'est le groupe fondateur de la Compagnie de Jésus. Ensemble, ils prononcent à Montmartre, le 15 août 1534, des vœux privés de chasteté et de pauvreté. Ils sont décidés à marcher 'à la suite du Christ' (La sequela Christi).

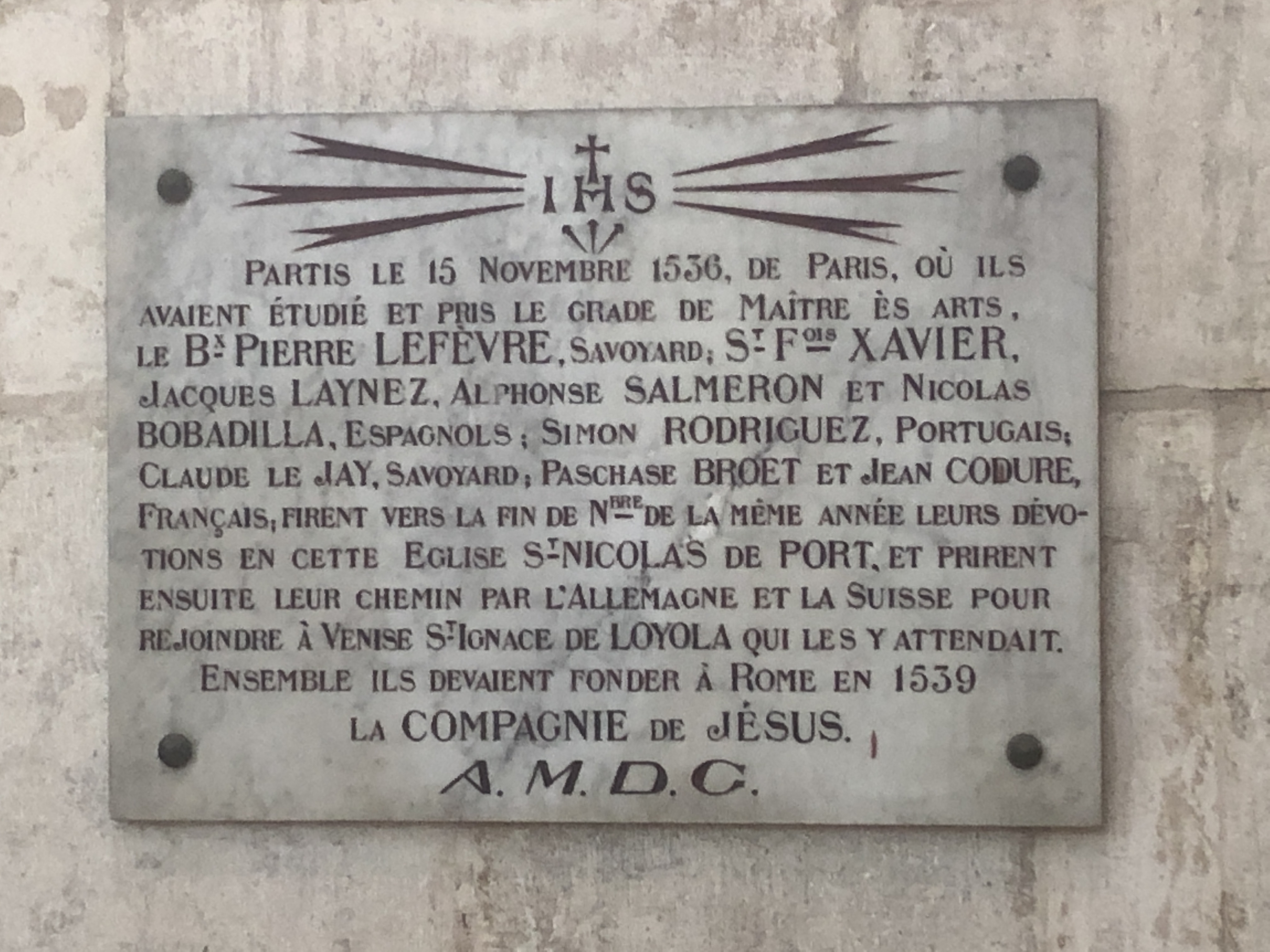
Plaque commémorative du passage en 1536 à la Basilique de Saint-Nicolas-de-Port des futurs fondateurs de l'Ordre de Jésus.

Les études terminées, Salmeron et ses 'amis dans le Seigneur' se retrouvent tous à Venise en janvier 1537. Ils ont pour but de se rendre en pèlerinage à Jérusalem, comme ils se l'étaient promis à Montmartre. Alors que plusieurs membres du groupe sont ordonnés prêtres à Venise le 24 juin 1537, Salmeron reçoit le sacerdoce le 8 septembre, et célèbre peu après sa première messe (à Vicence). Aucun navire ne partant pour la Terre sainte le groupe abandonne l'idée de pèlerinage. Salmeron passe alors quelque temps à Sienne au service des pauvres et des enfants illettrés.
En mai 1538, les amis se rendent par petits groupes à Rome pour offrir au pape leurs personnes et services apostoliques. La Compagnie de Jésus étant approuvée (septembre 1540) Salmeron et ses compagnons prononcent leurs vœux solennels, le 22 avril 1541, dans la basilique Saint-Paul-hors-les-Murs en tant que membres profès de la nouvelle Compagnie de Jésus à la tête de laquelle ils viennent d'élire Ignace de Loyola.

## Au service du Pape
Cet automne là, le pape Paul III envoie Salmeron et Paschase Broët comme nonces apostoliques en Irlande. Ils y arrivent en février 1542 et y restent un mois assurant assistance spirituelle aux évêques et prêtres qui le souhaitaient, les encourageant à promouvoir l'éducation religieuse. Les deux années suivantes, Salmeron prêche à Rome où ses commentaires sur l'Épître aux Éphésiens font forte impression.
Il rejoignit le 18 mai 1546 avec Jacques Lainez et Pierre Favre le concile de Trente en tant que théologiens de Paul III. La question de la justification était alors vivement débattue. Les deux jésuites s'attirèrent le respect de tous et leurs discours furent imprimés et distribués à tous les évêques.
Les deux années suivantes, il les passa à prêcher à Bologne, Venise, Padoue et Vérone.
Le 4 octobre 1549, Salmeron et ses compagnons Le Jay et Pierre Canisius devinrent Docteurs de l'Université de Bologne, car ils purent ainsi, à l'invitation de Guillaume IV de Bavière accepter des chaires à Ingolstadt. Salmeron entreprit d'interpréter l'Épître aux Romains. Il fait forte impression par l'étendue de ses connaissances et la subtilité de ses explications. À la mort du duc Guillaume, et à la demande de l'évêque de Vérone, Salmeron y retourna (septembre 1550). Il commenta l'évangile de saint Matthieu.
En 1551, il fut convoqué par Ignace de Loyola, Supérieur Général, à Rome pour travailler au texte des Constitutions de la Compagnie de Jésus. Il se trouve ensuite à Naples pour y ouvrir le premier collège de la Compagnie, mais fut rapidement rappelé par Ignace pour se rendre à la seconde session du concile de Trente comme théologien de Jules III,. Durant les travaux préparatoires, Lainez et Salmeron, comme théologiens du pape, présentèrent leurs vœux en premiers. Après la nouvelle interruption du Concile, Paul IV l'envoya à la Diète d'Empire à Augsbourg en mai 1555 avec le nonce Lippomanus, puis en Pologne et dans l'actuelle Belgique, en 1556 et 1557.
Diego Lainez, successeur d'Ignace de Loyola comme Supérieur général, nomma Salmeron premier Supérieur provincial de Naples (1558), et vicaire général (1561) en l'absence de Lainez, envoyé au colloque de Poissy, en France, comme membre de la légation pontificale.
Le concile de Trente reprenant en mai 1562, un troisième pape Pie IV choisit à nouveau Salmeron et Lainez comme ses théologiens. Leur rôle était très délicat car la discussion portait sur l'origine divine des droits et devoirs des évêques.

## L'exégèse biblique
De 1564 à 1582, Salmeron s'engagea principalement dans une activité de prédication et de volumineux travaux sur les Saintes Écritures. Le cardinal Robert Bellarmin passa cinq mois à Naples pour les revoir. Il soulignait les éléments qui lui semblaient peu probants : le lendemain, Salmeron présentait une nouvelle version.
L'œuvre principale de Salmeron est contenue dans les seize volumes de Commentaires des Écritures "Alfonsi Salmeronis Toletani, e Societate Jesu Theologi, Commentarii in Evangelicam Historiam et in Acta Apostolorum, in duodecim tomos distributi", onze sur les Évangiles, un sur les Actes des Apôtres, et quatre sur les Épitres de saint Paul. Une première partie fut éditée à Madrid de 1598 à 1601. L'édition de Cologne de 1612-15 est complète.
La précision critique de Salmeron, son étude judicieuse des Pères de l'Église firent de son exégèse des Écritures Saintes une référence. Les Actes du concile de Trente montrent à quel point il influença les délégués sur la question de la justification, le sens de la Sainte Eucharistie (Sacrifice et mémorial), la pénitence, le purgatoire, les indulgences... Ces questions étaient à l'époque brûlantes et controversées en raison du développement de certaines idées nouvelles, y compris chez une minorité de la hiérarchie de l'Église.